# 首善堂旧址 (江岸区)

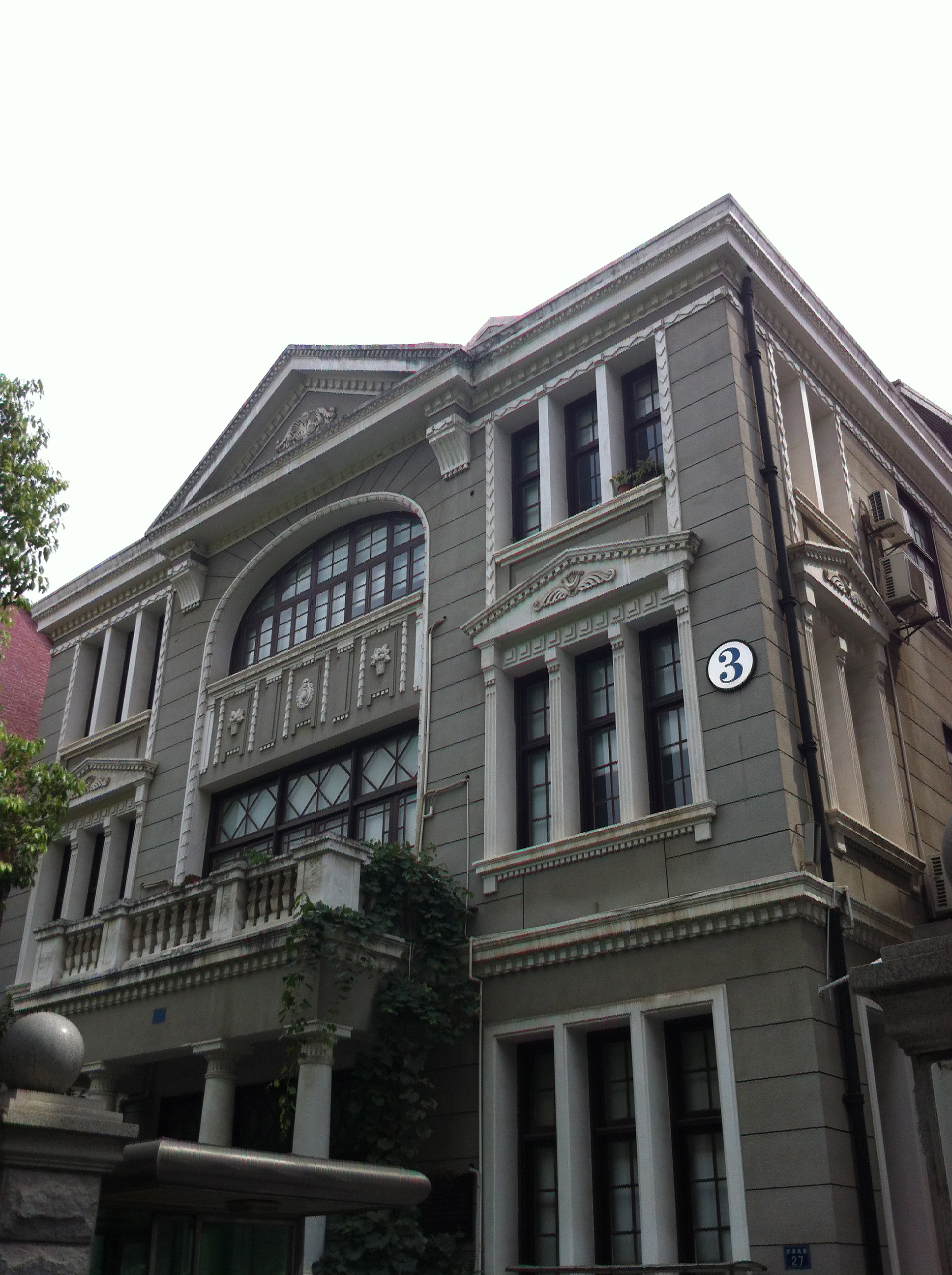

首善堂是中国湖北省武汉市的一座历史建筑，位于江岸区黎黄陂路11号，位于黎黄陂路南侧，介于胜利街与鄱阳街之间。
首善堂是天主教修会遣使会曾经在中国天津、上海、汉口等城市所设立的帐房（办事处），神甫以法国籍居多。遣使会曾经在中国河北（包括京津）、江西、浙江等省传教，建立了诸多教区。为支持传教事业，在天津、上海、汉口等通商口岸的租界内设立办事处，经营房地产、金融、证券等投资活动，为在内地的传教区提供传教经费。其中天津首善堂是华北地区遣使会所设立，其房地产收入支持北京教区、天津教区、保定教区、正定教区及北京文声修院所需经费。而上海、汉口两地首善堂是江西省遣使会设立，其房地产收入支持南昌总教区、吉安教区、余江教区、赣州教区四个教区所需的经费。
汉口首善堂建于1913年。它与天津、上海两地首善堂不同的是，并没有设在汉口法租界内，而是设在毗邻的汉口俄租界夷玛街（今黎黄陂路11号），介于玛琳街（胜利街）与开泰街（鄱阳街）之间。
1950年代，首善堂产权收归国有，归江岸区人民政府使用。1993年，首善堂因属于历史文物建筑，有较高建筑艺术价值，被列为武汉市人民政府公布的102处第一批武汉市优秀历史建筑之一，编号为1-034 ，保护等级为二级 。